# Ключовка (Сюмсинський район)
Ключо́вка (Лісоучасток Ключовка; рос. Ключёвка) — присілок у складі Сюмсинського району Удмуртії, Росія.

## Населення
Населення — 129 осіб (2010; 200 в 2002).
Національний склад (2002):
- росіяни — 52 %
- удмурти — 45 %

## Історія
До 1996 року в селі знаходилась залізнична платформа на Пумсинській вузькоколійній залізниці.

## Урбаноніми[3]
- вулиці — Берегова, Кооперативна, Першотравнева, Південна, Підлісна, Праці, Пролетарська